# Jerzy Kotliński (konstruktor lotniczy)
Jerzy Kotliński (ur. 1924, zm. 1978) – polski inżynier, doktor nauk technicznych, konstruktor lotniczy – konstruktor śmigłowców: JK-1Trzmiel oraz PZL SM-4 Łątka, prekursor stosowania materiałów kompozytowych w konstrukcjach lotniczych. Wychował szereg znanych inżynierów i konstruktorów lotniczych, m.in.  na Wydziale Mechanicznym Energetyki i Lotnictwa (MEiL-u) PW prowadził prace dyplomowe z zakresu budowy i  konstrukcji śmigłowców.